# Вільябланка

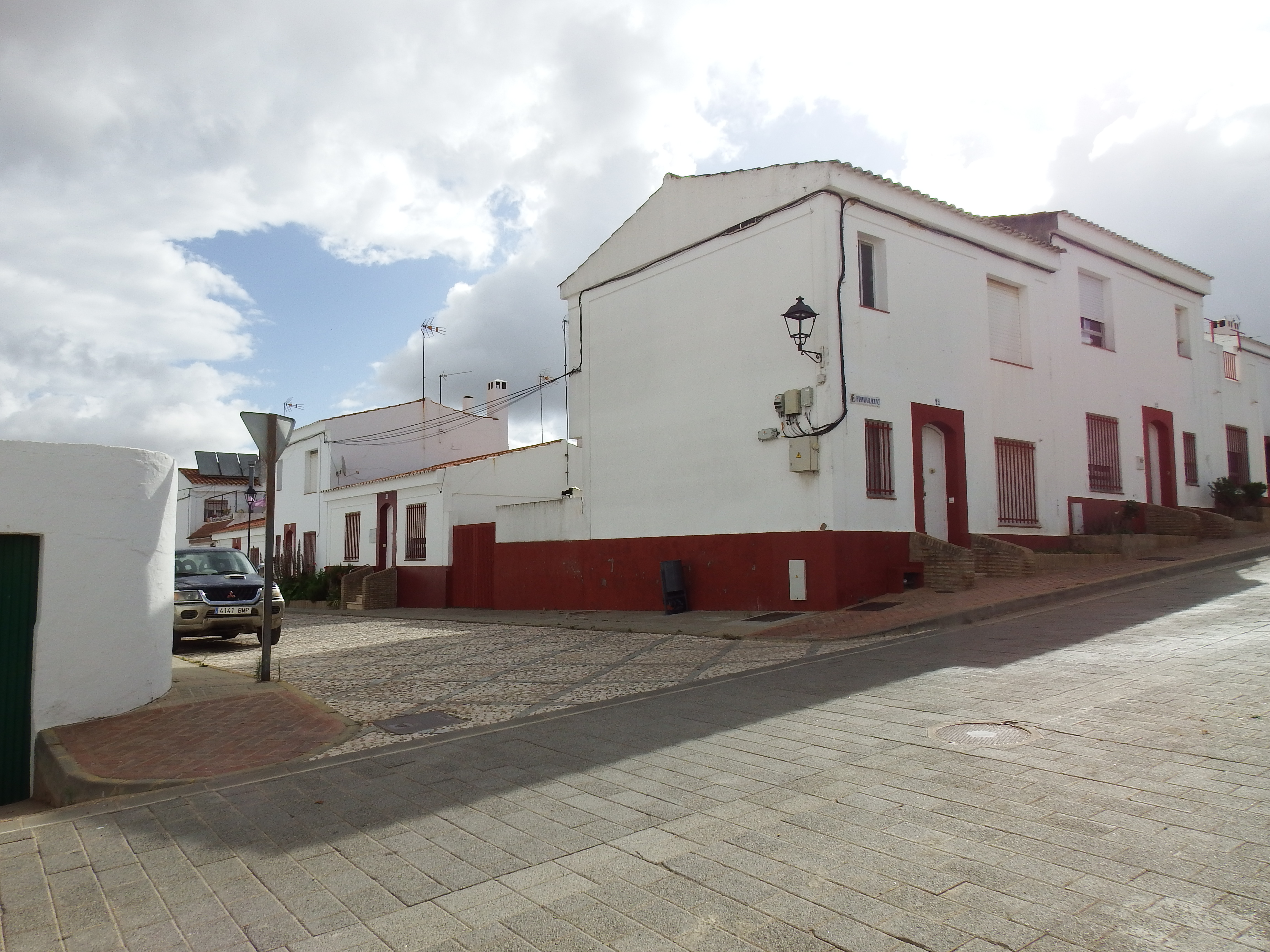

Вільябланка (ісп. Villablanca) — муніципалітет в Іспанії, у складі автономної спільноти Андалусія, у провінції Уельва. Населення — 2800 осіб (2010).
Муніципалітет розташований на відстані близько 470 км на південний захід від Мадрида, 34 км на захід від Уельви.

## Демографія
Динаміка населення (INE ):